# ランディー・ホーカム
ランディー・ホーカム（Randy Alfred Holcomb、1979年8月9日 - ）は、イリノイ州シカゴのプロバスケットボール選手である。ポジションはC/F。リビアとの二重国籍であり、ナショナルチームはリビア代表として活動。

## 来歴
フレズノ州立大学でNCAA出場。2002年にNBA、サンアントニオ・スパーズよりドラフト2巡目で指名されるが、ポーランドリーグへ。
以降、独立リーグや国外を転々として、2005-06シーズンのNBA、シカゴ・ブルズで4試合出場。
その後、スペインのホベントゥート・バダローナでユーロカップ優勝に貢献。
2006年から2シーズンは東芝でプレー。最初のシーズンでスーパーリーグ得点王に輝く。
2008年以降、フィリピン、UAE、スペイン、ベネズエラでプレー後、リンク栃木ブレックスに加入。
2011年怪我が理由でリンク栃木BREX退団。

## 経歴
- フレズノ州立大学 - ロサンゼルス市立大学 - サンディエゴ州立大学 - ポーランドリーグ（2002-2003） - フレズノ・ヒートウェーブ（ABA、2003-2004） - Talk N Text Phone Pals（PBA、2004） - Visalia Dawgs（ABA、2004） -  Apollon Patras（ギリシャA1、2005） - ココドリロス・デ・カラカス（LPB） - ゲーリー・スティールヘッズ（CBA） - シカゴ・ブルズ - ゲーリー・スティールヘッズ（CBA） - ホベントゥート・バダローナ（ACB） - 東芝（2006-2008） - Alaska Aces（PBA）- Al Wasl（UAE-D1） - Caceres 2016 C.B.（LEB） - Toros de Aragua（LPB） - リンク栃木（2010-2011）